# آسمان (روزنامه)
روزنامه آسمان روزنامه صبح ایران در قطع مترو است که نخستین شماره آن در روز شنبه ۲۶ بهمن ۱۳۹۲ منتشر شد. این روزنامه، با تغییر وضعیت نشر هفته‌نامه‌ای با همین نام ایجاد شد. عباس بزرگمهر صاحب امتیاز و مدیرمسئول، و محمد قوچانی سردبیر این روزنامه هستند. این روزنامه نخستین روزنامه‌ای است که در دولت روحانی مجوز انتشار دریافت نموده‌است. این روزنامه اصلاح‌طلب است و در شماره نخست خود علاوه بر چاپ عکسی تمام‌صفحه از حسن روحانی با تیتر «روحانی تنها نیست»، پیامی از سید محمد خاتمی در خصوص انتشار این روزنامه درج کرد.

## توقیف
آسمان در تاریخ ۱ اسفند ۱۳۹۲ –یعنی پس از انتشار ۶ شماره– توسط دادگاه رسانه به دلیل ذکر مطلبی که در آن حکم قصاص «غیرانسانی» توصیف شده بود توقیف شد و مدیر مسئول آن تحت پیگرد قرار گرفت.